# Церковь Рождества Богородицы (Долговский)
Церковь Рождества Богородицы (Рождество-Богородицкая церковь, церковь Рождества Пресвятой Богородицы) — бывший православный храм на хуторе Долгов Области Войска Донского, ныне хутор Долговский Волгоградской области.

## История
Церковь на хуторе Долгов была построена в 1890 году на средства прихожан — деревянная, с такой же колокольней и оградой, покрыта листовым железом. Престол в храме был один — во имя Рождества Пресвятой Богородицы. Первым священником храма был Семенов Федор Арсеньевич.
Церкви принадлежали здания:
- Дом для священника деревянный, в зимнее время холодный, четырёхкомнатный с коридором и кладовой, крытый железом, при нём кухня деревянная, крытая железом, а двор огорожен тесом.
- Дом для псаломщика, деревянный, трехкомнатный, крытый железом, двор огорожен плетнем.
- Церковная сторожка (караулка) — деревянный двухкомнатный дом, крытый железом.

Рождество-Богородицкая церковь находилась Донской консистории — в 460 верстах, от благочинного — в 35 верстах. Ближайшие к ней церкви: Николаевская станицы Ярыженской — в 17 верстах, Дмитриевская станицы Дурновской — в 25 верстах, Николаевская станицы Аннинской — в 20 верстах и Николаевская хутора Романовского — в 7 верстах. Хутора прихода: Вольный и Корнеева. В приходе имелось приходское училище министерства народного просвещения.
В советское время церковь была закрыта и разобрана. В Государственном архиве Волгоградской области имеются документы, относящиеся к этой церкви.